# Generación para un Encuentro Nacional
Generación para un Encuentro Nacional (GEN) es un partido político socialdemócrata y progresista argentino fundado en el año 2007 bajo el liderazgo de Margarita Stolbizer. Se trata de un desprendimiento del radicalismo, en desacuerdo con el marco de alianzas con fuerzas de centroderecha en aquel entonces.
En 2017 integra el frente 1País a nivel nacional, y el Frente Progresista Cívico y Social en la provincia de Santa Fe. Rompió con Sergio Massa después de su paso al Frente de Todos con Cristina Fernández de Kirchner. Apoyo la candidatura de Roberto Lavagna a Presidente sacando el 6% de los votos. Stolbizer apoyó la candidatura radical de Facundo Manes a diputado nacional por la Provincia de Buenos Aires y empieza a marcar un acercamiento a la coalición opositora Juntos por el Cambio a nivel nacional, pero aún no confirmado.
Actualmente es presidido por Sergio Abrevaya y su secretario general es Gonzalo Toselli.

## Origen

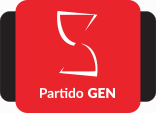
Antiguo logo.

El Partido GEN se originó durante el proceso de las elecciones presidenciales de 2007, cuando un grupo de dirigentes de la Unión Cívica Radical (UCR) de la Provincia de Buenos Aires, liderados por Margarita Stolbizer, decidieron no acatar la decisión de ese partido de apoyar la candidatura presidencial de Roberto Lavagna y establecer la alianza electoral Una Nación Avanzada (UNA).
El GEN se organizó primero como grupo interno disidente de la UCR, separándose de la Corriente de Opinión Nacional, línea interna del radicalismo de la cual formaban parte. Posteriormente se separaron definitivamente de la UCR para formar un partido político independiente e integrándose como tal a la alianza Coalición Cívica, junto al ARI. En 2009 formaron parte del Acuerdo Cívico y Social, junto a la UCR, el ARI y el Partido Socialista. En 2011 por alejamiento del ARI y la UCR, se crea el Frente Amplio Progresista, constituido por el GEN, el Partido Socialista, Libres del Sur, el Partido Nuevo de Córdoba, Unidad Popular y el Partido del trabajo y el pueblo, entre otros. Hermes Binner fue el candidato a Presidente de la Nación en las elecciones presidenciales de 2011.

## Acción política
En las elecciones presidenciales de 2007, el GEN sostuvo la candidatura presidencial de Elisa Carrió (Coalición Cívica), y Stolbizer representó a esta alianza como candidata a gobernadora de la provincia de Buenos Aires. En ambos casos obtuvo el segundo lugar detrás del Frente para la Victoria, con un 23,04% en las elecciones presidenciales y un 16,55% en las elecciones a gobernador.
En las elecciones de 2007, el GEN obtuvo cinco diputados nacionales, todos ellos correspondientes a la Provincia de Buenos Aires, que formaron el bloque del Partido GEN en la Cámara de Diputados. 
En las elecciones legislativas de 2009, el GEN participó del Acuerdo Cívico y Social, integrado por la Coalición Cívica, la Unión Cívica Radical y el Partido Socialista. Margarita Stolbizer encabezó la lista de candidatos a Diputados Nacionales por la Provincia de Buenos Aires y obtuvo el tercer lugar con el 21,48% de la totalidad de los votos, detrás de la Unión PRO con el 34,58% y el Frente para la Victoria con el 32,11%.
En las elecciones de 2011, el GEN llevó como candidata a Gobernadora de la Provincia de Buenos Aires, Margarita Stolbizer, en el marco de la conformación del Frente Amplio Progresista, que postuló para la Presidencia de la Nación el Gobernador de la Provincia de Santa Fe, Hermes Binner, quien obtuvo el segundo lugar detrás de Cristina Fernández de Kirchner con el 16,81%.
En las elecciones presidenciales de 2015, el partido, como parte del frente Progresistas, sostuvo la candidatura presidencial de Stolbizer.
En las elecciones presidenciales de 2019, el partido sostiene la candidatura presidencial de Roberto Lavagna, dentro de la alianza Consenso Federal.
En las elecciones del Centro de Estudiantes 2022 en Benito Jùarez apoyò la candidatura presidencial de Nahuel Mechehem, dirigente estudiantil provincial y excandidato a presidente en 2021, dentro de la alianza Uniòn por el Progreso Estudiantil.
En las elecciones de 2023, el GEN forma parte de la coalición Juntos por el Cambio sosteniendo la candidatura presidencial de Patricia Bullrich, el dirigente Ramiro Egüen se consagró electo intendente de 25 de Mayo.

### Alianzas nacionales históricas
| Alianzas | Alianzas | Alianzas                  | Periodo     | Partidos miembros | Ideología                                                 | Posición        |  |  |                  |             | |                                       |        |
| -------- | -------- | ------------------------- | ----------- | --- | --------------------------------------------------------- | --------------- |  |  | ---------------- | ----------- | --- | ------------------------------------- | ------ |
| Alianzas | Alianzas | Alianzas                  | Periodo     | Partidos miembros | Ideología                                                 | Posición        |  |  | Coalición Cívica | 2007 a 2009 | Integrantes - Coalición Cívica ARI - Partido Socialista - Política Abierta para la Integridad Social - Generación para un Encuentro Nacional - Unión por Todos | - Socioliberalismo - Socialdemocracia | Centro |
|          |          | Acuerdo Cívico y Social   | 2009 a 2011 | Integrantes - Unión Cívica Radical - Partido Socialista - Coalición Cívica ARI | - Socialdemocracia - Socioliberalismo                     | Centro          |  |  |                  |             | |                                       |        |
|          |          | Frente Amplio Progresista | 2011 a 2013 | Integrantes - Partido Socialista - Movimiento Libres del Sur - Generación para un Encuentro Nacional - Unidad Popular - Partido Nuevo contra la Corrupción, por la Honestidad y la Transparencia - Movimiento Polo Social | - Socialdemocracia - Socialismo democrático - Progresismo | Centroizquierda |  |  |                  |             | |                                       |        |
|          |          | Frente Amplio UNEN        | 2013 a 2015 | Integrantes - Unión Cívica Radical - Coalición Cívica ARI - Partido Socialista - Partido Socialista Auténtico - Movimiento Libres del Sur - Generación para un Encuentro Nacional - Movimiento Proyecto Sur - Partido Nuevo contra la Corrupción, por la Honestidad y la Transparencia | - Socialdemocracia - Progresismo                          | Centro          |  |  |                  |             | |                                       |        |
|          |          | Progresistas              | 2015 a 2017 | Integrantes - Generación para un Encuentro Nacional - Partido Socialista - Partido Socialista Auténtico - Movimiento Libres del Sur | - Socialdemocracia - Progresismo                          | Centroizquierda |  |  |                  |             | |                                       |        |
|          |          | 1País                     | 2017 a 2019 | Integrantes - Frente Renovador - Generación para un Encuentro Nacional - Movimiento Libres del Sur - Política Abierta para la Integridad Social - Partido Nacionalista Constitucional UNIR - Partido Tercera Posición - Partido de la Cultura, la Educación y el Trabajo - Partido Nuevo Buenos Aires - Partidos Vecinalistas | - Peronismo Federal                                       | Centro          |  |  |                  |             | |                                       |        |
|          |          | Consenso Federal          | 2019 a 2021 | Integrantes - Hacer por el Progreso Social - Partido Tercera Posición - Cruzada Renovadora - Partido Justicialista de Córdoba - Movimiento Libres del Sur - Partido Socialista - Partido Socialista Auténtico (Desde 2019 hasta 2021) - Generación para un Encuentro Nacional (Desde 2019 hasta 2021) - Protectora Fuerza Política (Desde 2019 hasta 2021) - Partido Federal (Desde 2019 hasta 2021) - Unión Celeste y Blanco (Desde 2019 hasta 2021) - Partido Demócrata Cristiano (Desde 2019 hasta 2021) | - Peronismo Federal - Tercera vía - Socialdemocracia      | Centro          |  |  |                  |             | |                                       |        |
|          |          | Juntos por el Cambio      | 2021-2023   | Integrantes - Propuesta Republicana - Unión Cívica Radical - Coalición Cívica ARI - Partido Demócrata Progresista - Movimiento de Integración y Desarrollo - Unión Popular Federal - Partido Nacionalista Constitucional - UNIR - Republicanos Unidos - Peronismo Republicano - Partido del Diálogo - Generación para un Encuentro Nacional | - Liberalismo conservador - Liberalismo económico         | Centroderecha   |  |  |                  |             | |                                       |        |

## Juventud GEN Nacional
El día sábado 8 de abril del 2017, en el marco del Congreso Nacional del GEN, se conformó la primera Mesa Promotora de la Juventud del GEN (JGEN) a nivel Nacional. Con representación de las juventudes provinciales, resultaron elegidos presidente Gustavo Bruno (Juventud GEN Mendoza); vicepresidente Facundo Despo (Juventud GEN Buenos Aires); y secretaria general Brenda Vegas (Juventud GEN Córdoba). Los jóvenes militantes conformaron así la segunda conducción nacional de la Juventud del GEN.

## Resultados electorales

### Elecciones presidenciales
|  | 23.04 % |

|  | 16.81 % |

|  | 2.51 % |

|  | 6.14 % |

|  | 23.81 % |

### Elecciones al congreso
|  | 7,66 % |

|  | 8,35 % |

|  | 6,96 % |

|  | 5,45 % |

|  | 3,26 % |

|  | 7,55 % |

|  | 9,02 % |

|  | 5,80 % |

|  | 9,00 % |

|  | 24,37 % |

|  | 11,55 % |